# Marie-Therese Guggisberg
Marie-Therese Guggisberg (* 1943 in Zürich; † Ende Januar 2015) war eine Schweizer Moderatorin und Politikwissenschaftlerin. Beim Schweizer Fernsehen moderierte sie als erste Frau die Hauptausgabe der «Tagesschau».

## Leben
Guggisberg wurde 1943 geboren und absolvierte eine Ausbildung als Lehrerin. An der Universität Zürich studierte sie von 1970 bis 1975 Geschichte, Politikwissenschaften sowie Kommunikationswissenschaft. Sie schloss ihr Studium mit dem Doktorat und einer Dissertation über die Ausland-Berichterstattung der Presse ab.
Von 1977 bis 1987 arbeitete Guggisberg als Redaktorin und Moderatorin sowie Ressortleiterin bei Radio und Fernsehen DRS. Sie präsentierte verschiedene Informationssendungen und verantwortete als erste Frau das Ressort Information im Radiostudio Zürich. Am 1. Februar 1980 übernahm sie erstmals die Moderation der «Tagesschau»-Hauptausgabe, die sie nach einem Jahr wieder abgab. Sie arbeitete unter anderem im Kultur- und später im Auslandressort, als Sendeleiterin und Ausland-Berichterstatterin in Frankreich, Schweden, Norwegen und Dänemark. Vom DRS wechselte Guggisberg als Mediensprecherin des Generalstabschefs zum Eidgenössischen Militärdepartement (EMD) und anschliessend als Kommunikationsberaterin zur Generaldirektion der SBB. Als Leiterin Medien und Information war Guggisberg von 1993 bis zur Pensionierung 2003 bei der Swiss Life (Rentenanstalt) tätig.
Guggisberg trat 1978 in den freiwilligen Frauenhilfsdienst ein und gehörte bis 1997 dem Armeestab an. Im Mai 2002 ernannte der Bundesrat Guggisberg als Mitglied der Konsultativen Sicherheitskommission (KSK), die den Bundesrat und das Eidgenössische Justiz- und Polizeidepartement in Fragen der Inneren Sicherheit berät. Zudem übernahm sie 2010 das Amt der Vizepräsidentin der Zürcher Radio-Stiftung. Sie lebte in Zürich.

## Trivia
Guggisberg bekam den Spitznamen «Blüüsli der Nation», da sie in ihrer Nachrichtensendung immer mit Bluse auftrat. Dazu äusserte sie sich: «Ich zog an, was mir richtig schien. Auf jeden Fall immer eine Bluse. Pullover fand ich nicht passend».

## Schriften
- Das Auslandbild der Presse. Eine vergleichende Analyse der Ausland-Berichterstattung ausgewählter Zeitungen neutraler Kleinstaaten (Dissertation Universität Zürich). Haupt, Bern und Stuttgart 1976. ISBN 978-3-258-02596-4.

## Belege
1. 1 2  blick.ch: In diese Frauen waren wir verliebt. (18. Februar 2019, abgerufen am 25. November 2023)
2. 1 2 3  admin.ch: Neues Mitglied der Konsultativen Sicherheitskommission. (14. Mai 2002, abgerufen am 25. November 2023)
3. 1 2  nzz.ch: Marie-Therese Guggisberg gestorben. (3. Februar 2015, abgerufen am 25. November 2023)
4. ↑  blick.ch: Erste «Tagesschau»-Moderatorin Marie-Therese Guggisberg († 71). Das «Blüüsli der Nation» ist tot. (3. Februar 2015, abgerufen am 25. November 2023)

| Personendaten    | Personendaten                                      |
| ---------------- | -------------------------------------------------- |
| NAME             | Guggisberg, Marie-Therese                          |
| KURZBESCHREIBUNG | Schweizer Moderatorin und Politikwissenschaftlerin |
| GEBURTSDATUM     | 1943                                               |
| GEBURTSORT       | Zürich                                             |
| STERBEDATUM      | Januar 2015                                        |